# 布来特峰
布来特峰位于瑞士与意大利交界处，本宁阿尔卑斯山脉中，马特洪峰附近。海拔4164米，被认为是阿尔卑斯山脉4000级山峰中最容易攀登的一座。登山者可以通过索道至3820米处开始攀登。

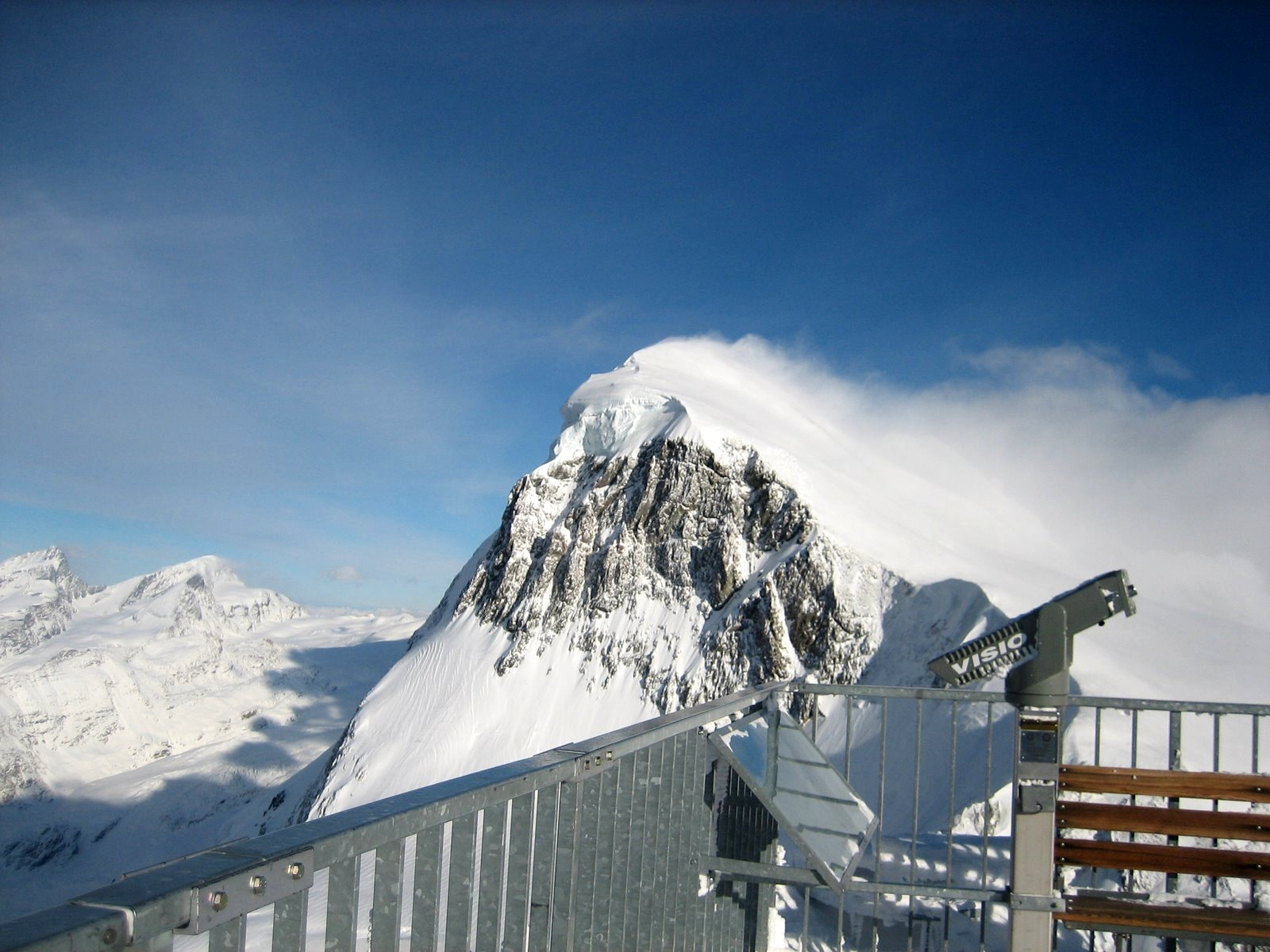
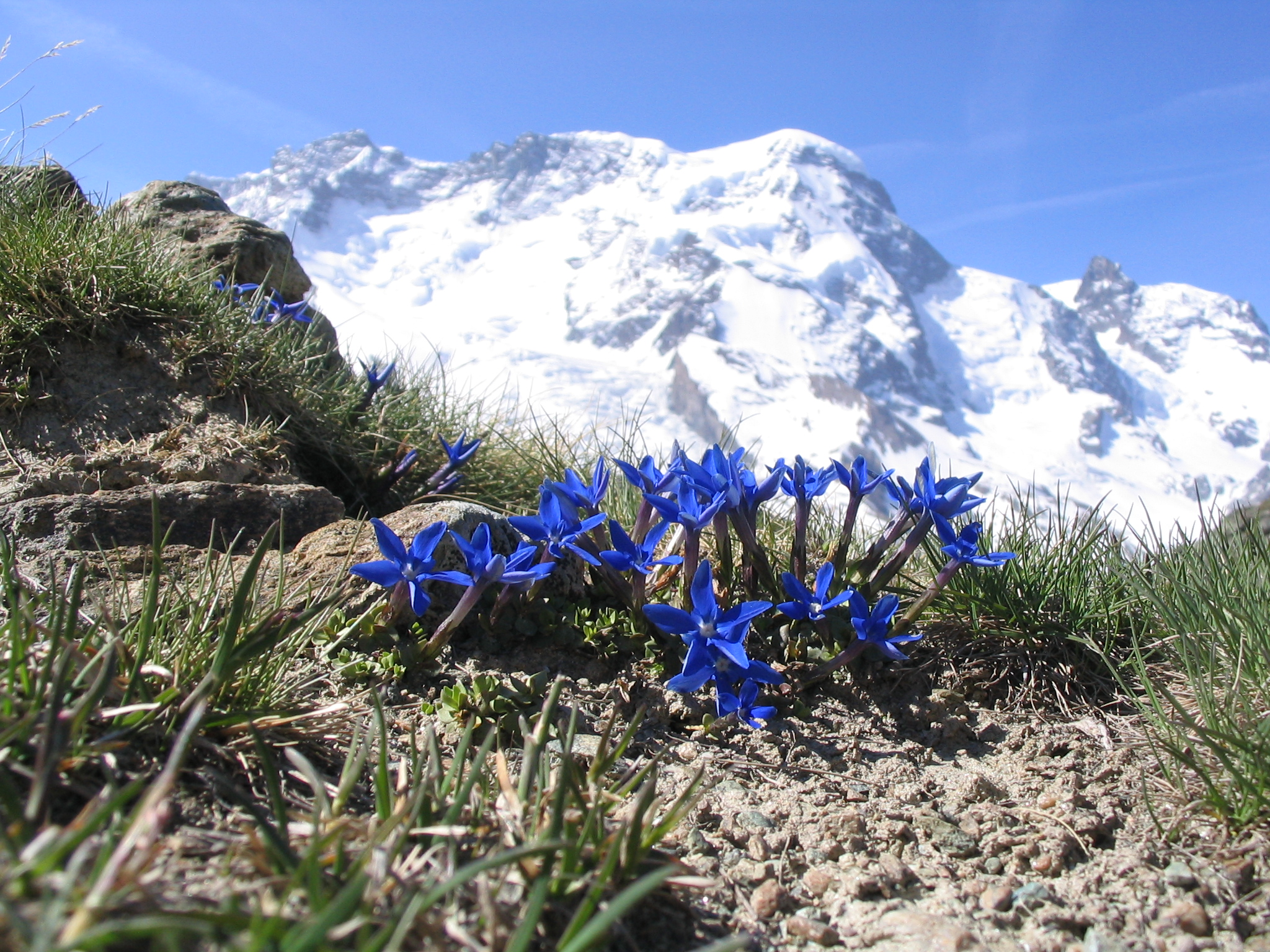
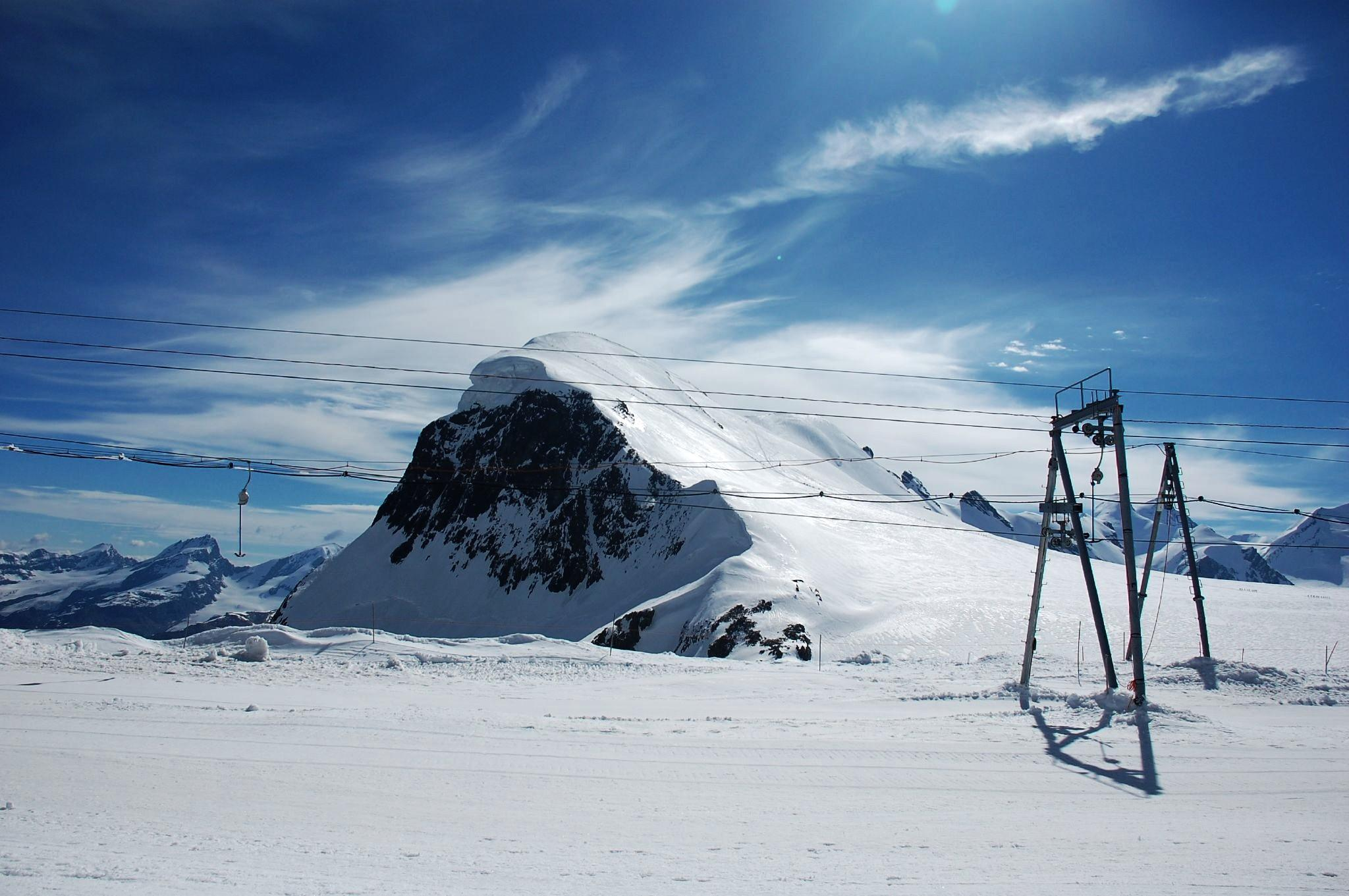